# 재상격
문법에서 재상격(영어: superessive case, 약어SUPE)은 지표 또는 어떤 사물의 위에 위치함을 나타내는 문법적 격이다.이 격의 영어 이름은 라틴어 supersum, superesse: 위에 있다에서 유래하였다. 대부분의 언어들이 전치사나 후치사로 이 격을 표현하지만, 헝가리어와 같이 문법적으로 이 격을 표현하는 언어도 있다,
다음은 헝가리어에서의 그 예시이다.
a könyveken "책들 위에", 직역하면 "책들-위".
핀란드어에서 재상격은 부사의 한 종류이다. 다음은 그 예시이다.
- kaikkialla "모든 곳에" (직역하면  "모든 것-에")

- täällä "여기에" (tämä - "이것"에서 유래, 직역하면  "이 장소에")

레즈기아어에서, 재상격은 접미사로 실현된다.
sew-re-l '곰 위에'.

## 같이 보기
- 재하격
- 격